# Czernidłaczek szorstkozarodnikowy
Czernidłaczek szorstkozarodnikowy, czernidłak szorstkozarodnikowy (Coprinellus silvaticus (Peck) Gminder) – gatunek grzybów należący do rodziny kruchaweczkowatych (Psathyrellaceae).

## Systematyka i nazewnictwo
Pozycja w klasyfikacji według Index Fungorum: Coprinus, Psathyrellaceae, Agaricales, Agaricomycetidae, Agaricomycetes, Agaricomycotina, Basidiomycota, Fungi.
Po raz pierwszy zdiagnozował go w 1872 r. Peck nadając mu nazwę Coprinus silvaticus. Obecną, uznaną przez Index Fungorum nazwę nadał mu Andreas Gminder w 2010 r.
Synonimy:
- Coprinellus tardus (P. Karst.) P. Karst. 1879
- Coprinus silvaticus Peck 1872
- Coprinus tardus P. Karst. 1879
- Coprinusella silvatica (Peck) Zerov 1979

W 2003 roku Władysław Wojewoda zarekomendował polską nazwę czernidłak szorstkozarodnikowy. Wówczas gatunek ten zaliczany był do rodzaju Coprinus. Po przeniesieniu do rodzaju Coprinellus nazwa polska jest niespójna z nazwą naukową. W 2025 r. Komisja ds. Polskiego Nazewnictwa Grzybów Polskiego Towarzystwa Mykologicznego zarekomendowała dla rodzaju Coprinellus nazwę czernidłaczek.

## Morfologia
Kapelusz
Średnica do 4 cm, początkowo dzwonkowaty, potem wypukły, w końcu płaski. Silnie karbowany. Powierzchnia o barwie ochrowobrązowej z ciemnoczerwono brązowym środkiem. Początkowo osłonięty brunatnobrązową osłona, z której potem pozostają na kapeluszu kłaczkowate strzępki.
Blaszki
Wąsko przyrośnięte, początkowo białawe, potem od zarodników ciemnobrązowe do czarnych.
Trzon
Wysokość 4–8 cm, grubość do 1,5 mm. Powierzchnia biaława, delikatnie owłosiona.
Cechy mikroskopowe
Wysyp zarodników czarny. Zarodniki ciemno czerwonobrązowe o rozmiarach 10,2–15 × 7,2–10 µm, w widoku z przodu jajowate, z boku migdałowate. Powierzchnia pokryta rzędami małych brodawek, lub pojedynczymi, ale większymi brodawkami o średnicy do 2,2 μm i ściętych czubkach. Podstawki o rozmiarach 20–60 × 8–11 μm, z 4 sterygmami, otoczone przez 4–6 nibywstawek. Pleurocystydy o rozmiarach 30–50 × 35–40 μm, prawie kuliste lub elipsoidalne. Cheilocystydy o rozmiarach 45–90 × 16–30 μm, wrzecionowate, ze zwężającą się szyjką o szerokości 5–8 μm na wierzchołku. Pleurocystyd brak. Pilocystydy o rozmiarach 60–150 × 20–35 μm, ze zwężającą się szyjką o szerokości 6–8,5 μm na wierzchołku. W komórkach skórki występują sferocyty o kształcie od kulistego do jajowatego. Sprzążek brak.

## Występowanie i siedlisko
Znane jest występowanie tego gatunku głównie w Europie i Ameryce Północnej, poza tym na pojedynczych stanowiskach w Argentynie (na Ziemi Ognistej), Japonii i na Nowej Zelandii. W Polsce do 2003 r. podano 9 stanowisk. Znajduje się na Czerwonej liście roślin i grzybów Polski. Ma status R – gatunek potencjalnie zagrożony z powodu ograniczonego zasięgu geograficznego i małych obszarów siedliskowych.
Saprotrof. Występuje w lasach, ogrodach, trawiastych drogach. Rozwija się na zakopanym w ziemi drewnie lub liściach. Owocniki pojawiają się pojedynczo lub zbiorowo od maja do października.